# Bernardo Rezende
Bernardo Rocha de Rezende, känd som Bernardinho, född 25 september 1959 i Rio de Janeiro i Brasilien, är en brasiliansk volleybolltränare och före detta volleybollspelare. Han har varit mycket framgångsrik både som spelare och tränare med VM- och OS-medaljer i bägge fallen. Han var gift med Vera Mossa 1985 till 1994 och de är föräldrar till Bruno Rezende. Mellan 1999 och 2020 var han gift med Fernanda Venturini.